# Registi con maggiori incassi nella storia del cinema
Questa è la classifica dei registi che hanno incassato maggiormente in tutto il mondo.

## Lista
Il botteghino è espresso in dollari statunitensi. In grassetto è indicato il film di maggiore incasso del regista.
| #  | Regista             | Botteghino    | Lungometraggi |
| -- | ------------------- | ------------- | --- |
| 1  | Steven Spielberg    | 10709309151 $ | Sugarland Express, Duel, Lo squalo, Incontri ravvicinati del terzo tipo, 1941 - Allarme a Hollywood, I predatori dell'arca perduta, E.T. l'extra-terrestre, Ai confini della realtà, Indiana Jones e il tempio maledetto, Il colore viola, L'impero del sole, Indiana Jones e l'ultima crociata, Always - Per sempre, Hook - Capitan Uncino, Jurassic Park, Schindler's List - La lista di Schindler, Il mondo perduto - Jurassic Park, Amistad, Salvate il soldato Ryan, A.I. - Intelligenza artificiale, Minority Report, Prova a prendermi, The Terminal, La guerra dei mondi, Munich, Indiana Jones e il regno del teschio di cristallo, Le avventure di Tintin - Il segreto dell'Unicorno, War Horse, Lincoln, Il ponte delle spie, Il GGG - Il grande gigante gentile, The Post, Ready Player One, West Side Story, The Fabelmans. |
| 2  | James Cameron       | 8705262273 $  | Piraña paura, Terminator, Aliens - Scontro finale, The Abyss, Terminator 2 - Il giorno del giudizio, True Lies, Titanic, Avatar, Avatar - La via dell'acqua. |
| 3  | Anthony e Joe Russo | 6763018339 $  | Pieces, Welcome to Collinwood , Tu, io e Dupree, Captain America: The Winter Soldier, Captain America: Civil War, Avengers: Infinity War, Avengers: Endgame, Cherry - Innocenza perduta, The Gray Man. |
| 4  | Peter Jackson       | 6553022508 $  | Fuori di testa, Meet the Feebles, Splatters - Gli schizzacervelli, Creature del cielo, Sospesi nel tempo, Il Signore degli Anelli - La Compagnia dell'Anello, Il Signore degli Anelli - Le due torri, Il Signore degli Anelli - Il ritorno del re, King Kong, Amabili resti, Lo Hobbit - Un viaggio inaspettato, Lo Hobbit - La desolazione di Smaug, Lo Hobbit - La battaglia delle cinque armate. |
| 5  | Michael Bay         | 6495849210 $  | Bad Boys, The Rock, Armageddon - Giudizio finale, Pearl Harbor, Bad Boys II, The Island, Transformers, Transformers - La vendetta del caduto, Transformers 3, Pain & Gain - Muscoli e denaro, Transformers 4 - L'era dell'estinzione, 13 Hours: The Secret Soldiers of Benghazi, Transformers - L'ultimo cavaliere, 6 Underground, Ambulance. |
| 6  | David Yates         | 6354627148 $  | The Tichborne Claimant, Harry Potter e l'Ordine della Fenice, Harry Potter e il principe mezzosangue, Harry Potter e i Doni della Morte - Parte 1, Harry Potter e i Doni della Morte - Parte 2, The Legend of Tarzan, Animali fantastici e dove trovarli, Animali fantastici - I crimini di Grindelwald, Animali fantastici - I segreti di Silente, Pain Hustlers - Il business del dolore. |
| 7  | Christopher Nolan   | 6046764796 $  | Following, Memento, Insomnia, Batman Begins, The Prestige, Il cavaliere oscuro, Inception, Il cavaliere oscuro - Il ritorno, Interstellar, Dunkirk, Tenet, Oppenheimer. |
| 8  | Ridley Scott        | 5043593396 $  | Boy and Bicycle, I duellanti, Alien, Blade Runner, Legend, Chi protegge il testimone, Black Rain - Pioggia sporca, Thelma & Louise, 1492 - La conquista del paradiso, L'Albatross - Oltre la tempesta, Soldato Jane, Il gladiatore, Hannibal, Black Hawk Down - Black Hawk abbattuto, Il genio della truffa, Le crociate - Kingdom of Heaven, Jonathan, Un'ottima annata - A Good Year, American Gangster, Nessuna verità, Robin Hood, Prometheus, The Counselor - Il procuratore, Exodus - Dei e re, Sopravvissuto - The Martian, Alien: Covenant, Tutti i soldi del mondo, Alien: Covenant - Prologue: The Crossing, The Last Duel, House of Gucci, Napoleon, Il gladiatore II. |
| 9  | Tim Burton          | 4877728203 $  | Pee-wee's Big Adventure, Beetlejuice - Spiritello porcello, Batman, Edward mani di forbice, Batman - Il ritorno, Ed Wood, Mars Attacks!, Il mistero di Sleepy Hollow, Planet of the Apes - Il pianeta delle scimmie, Big Fish - Le storie di una vita incredibile, La fabbrica di cioccolato, La sposa cadavere, Sweeney Todd - Il diabolico barbiere di Fleet Street, Alice in Wonderland, Dark Shadows, Frankenweenie, Big Eyes, Miss Peregrine - La casa dei ragazzi speciali, Dumbo, Beetlejuice Beetlejuice. |
| 10 | J. J. Abrams        | 4637580337 $  | Mission: Impossible III, Star Trek, Super 8, Into Darkness - Star Trek, Star Wars - Il risveglio della Forza, Star Wars - L'ascesa di Skywalker. |